# جف شافر
جف شافر (انگلیسی: Jeff Schaffer) کارگردان و فیلم‌نامه‌نویس اهل ایالات متحده آمریکا بود. وی کارگردان فیلم سفر به اروپا و فیلم‌نامه‌نویس گربه کلاه‌به‌سر بوده است.